# Palais Beneventano del Bosco
Le palais Beneventano del Bosco (en italien : Palazzo Beneventano del Bosco) est un palais situé dans la ville de Syracuse, en Sicile, juste en face de la cathédrale. 

## Histoire
Le bâtiment d'origine, construit au Moyen Âge pour la famille Arezzo, a fait place, après l'important séisme survenu en Sicile en 1693, à une demeure édifiée entre 1779 et 1788 pour le baron Guglielmo Beneventano. L'architecte Luciano Alì, fut chargé des transformations de cet édifice médiéval : utilisé auparavant comme siège du gouvernement local, il devient alors palais privé. 
L'amiral Nelson et le roi Ferdinand Ier des Deux-Siciles y ont séjourné. 

## Description
Typique du baroque sicilien tardif, ce palais est considéré par l'historien de l'art Anthony Blunt comme « l'une des réalisations les plus achevées du baroque de Syracuse ». 

## Galerie d'images

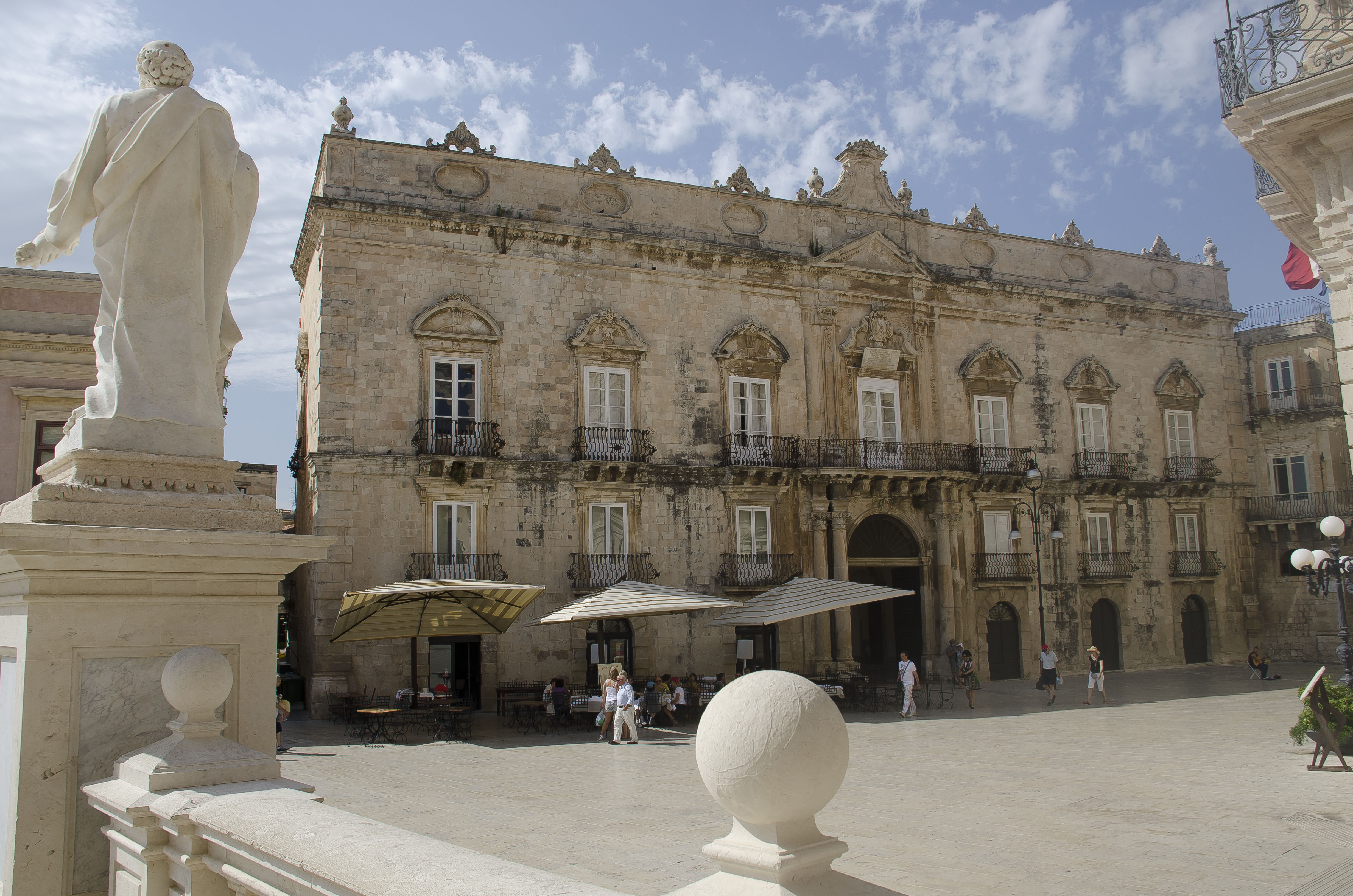
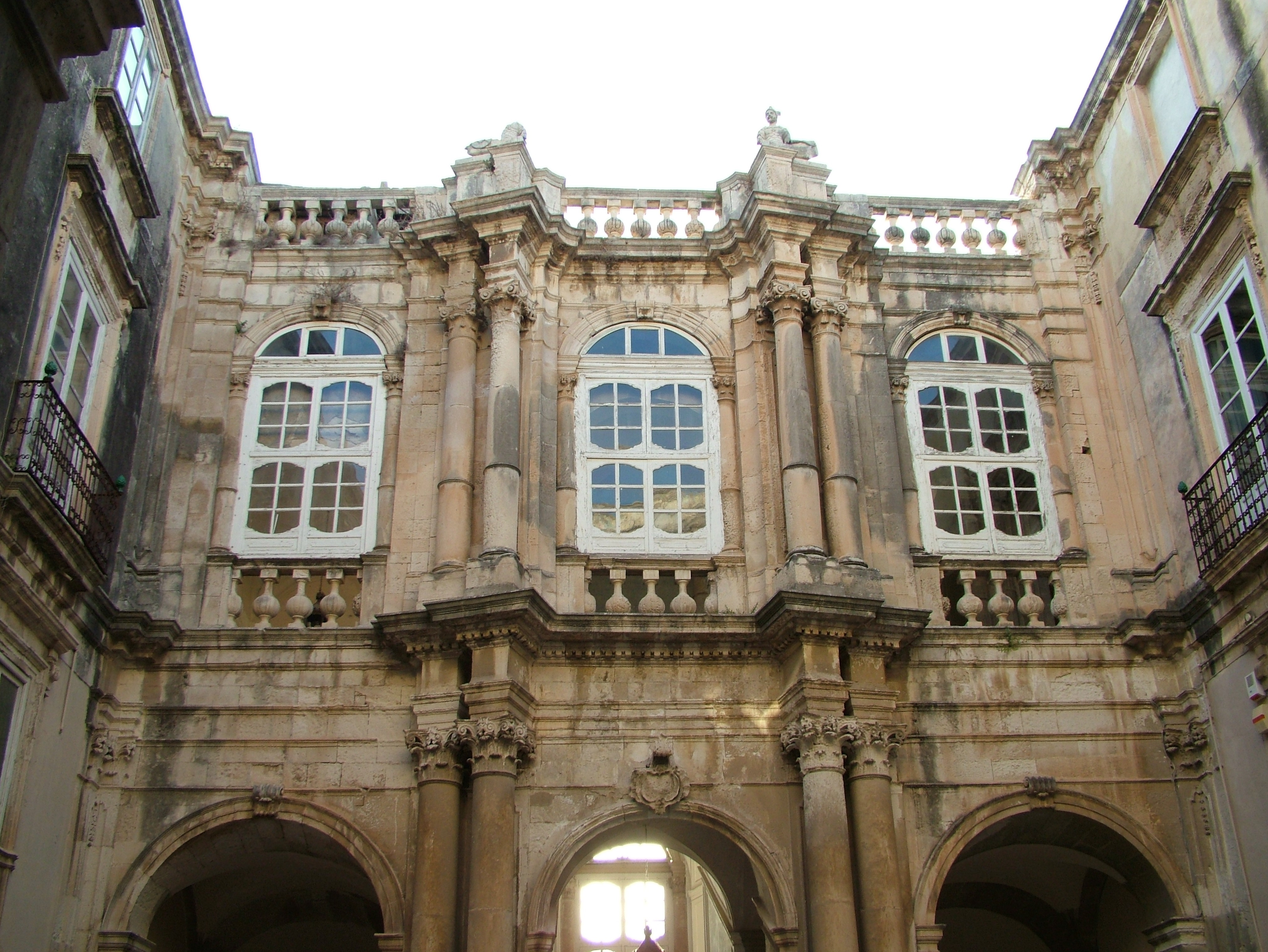
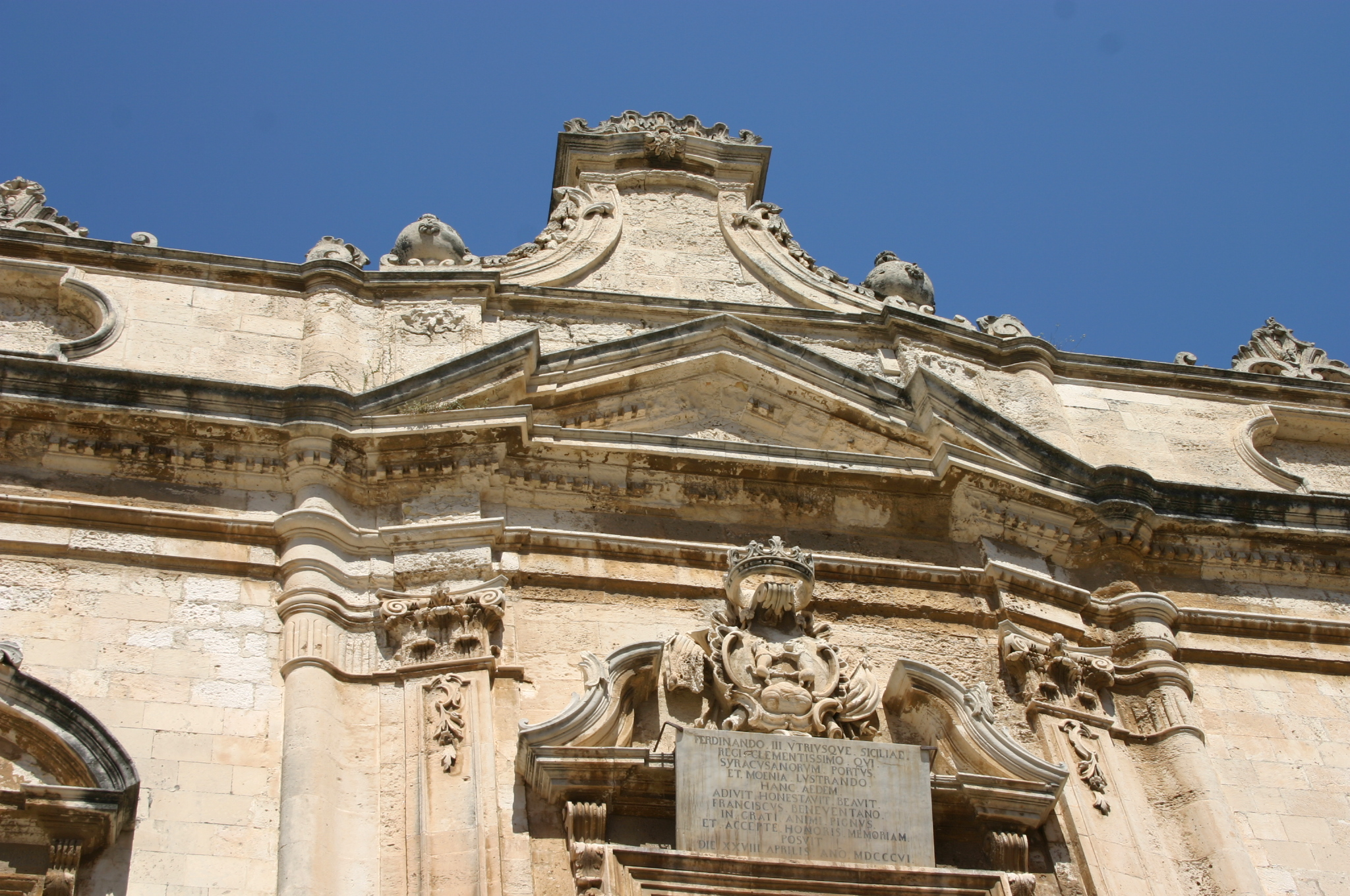